# Pierres-Folles (Rosnay)
Pour les articles homonymes, voir Pierre Folle.
Les Pierres-Folles, appelées aussi Pierres de Follet ou Pierres de Gargantua, sont deux menhirs situés à Rosnay, dans le département français de la Vendée.

## Protection
Les deux menhirs sont inscrits au titre des monuments historiques en 1984,.

## Description
Les deux menhirs sont distants d'environ 8 m. Le plus petit, d'une hauteur de 3,50 m, fut renversé puis redressé au début du XXe siècle. Le second, d'une hauteur de 3,66 m pour une circonférence moyenne de 5,25 m, est légèrement incliné vers l'ouest.